# ドーン・パトロール
『ドーン・パトロール』（Dawn Patrol）は、ナイト・レンジャーが1982年に発表した初のスタジオ・アルバム。

## 解説
本作の制作が進められていた1982年当時、メンバーのブラッド・ギルスは4月から9月までオジー・オズボーンのツアーに参加していた。オズボーンのツアーでギルスと共演したルディ・サーゾによれば、当時は「レンジャー」というバンド名だったが、ギルスは9月の時点で改名の可能性があると語っており、デビュー直前に「ナイト・レンジャー」に改名している。
本作からは「ドント・テル・ミー・ユー・ラヴ・ミー」（全米40位）、「シング・ミー・アウェイ」（全米54位）がシングル・ヒットした。「ドント・テル・ミー・ユー・ラヴ・ミー」は、2009年にVH1の企画「100 Greatest Hard Rock Songs」で92位にランク・インした。

## 収録曲
1. ドント・テル・ミー・ユー・ラヴ・ミー - "Don't Tell Me You Love Me" (Blades) - 4:22
2. シング・ミー・アウェイ - "Sing Me Away" (Kelly Keagy, Jack Blades) - 4:11
3. アット・ナイト・シー・スリープス - "At Night She Sleeps" (K. Keagy, J. Blades) - 4:10
4. コール・マイ・ネーム - "Call My Name" (Blades) - 3:45
5. エディーズ・カミン・アウト・トゥナイト - "Eddie's Comin' Out Tonight" (Blades) - 4:26
6. キャント・ファインド・ミー・ア・スリル - "Can't Find Me a Thrill" (Blades) - 3:21
7. ヤング・ガール・イン・ラヴ - "Young Girl in Love" (K. Keagy, J. Blades) - 3:33
8. プレイ・ラフ - "Play Rough" (Blades) - 4:15
9. ペニー - "Penny" (Blades) - 3:48
10. ナイト・レンジャー - "Night Ranger" (Blades) - 4:34

## 参加ミュージシャン
- ジャック・ブレイズ - リード・ボーカル、ベース
- ケリー・ケイギー - リード・ボーカル、ドラムス
- ブラッド・ギルス - ギター、バッキング・ボーカル
- ジェフ・ワトソン - ギター
- アラン・フィッツジェラルド - キーボード、バッキング・ボーカル

## 国内カバー
- 西城秀樹 - BIG GAME'83 HIDEKI FINAL IN STADIUM CONCERT[7]